# طواف فرنسا للسيدات 2022
طواف فرنسا للسيدات 2022 (بالفرنسية: Tour de France Femmes 2022)‏ هو سباق دراجات هوائية، وهو الموسم الأول من سباق فرنسا للدراجات للسيدات، وأقيم خلال الفترة من 24 يوليو 2022، وحتى 31 يوليو 2022 ضمن سباقات طواف العالم للدراجات للسيدات 2022، وشارك فيه 144 متسابقاً ووصل إلى نهايته 109 متسابقاً.
فاز بالمركز الأول أنيميك فان فليوتن، وبالمركز الثاني ديمي فوليرينغ، وبالمركز الثالث كاتارزينا نيفيادوما، وفاز ماريان فوس في ترتيب النقاط، وكان الفائز حسب النقاط للشباب شيرين فان أنروي، وكان الفائز في تصنيف الجبال ديمي فوليرينغ، وفاز كانيون–إس آر إيه إم في ترتيب الفرق.

## الفرق
| فرق سيدات عالمية (14)- كانيون–إس آر إيه إم ريسينغ 2022 ‏ - EF Education–Tibco–SVB ‏ - FDJ–Suez ‏ - رالي سايكلنج 2022 ‏ - ليف ريسينغ 2022 ‏ - موفيستار للسيدات 2022 ‏ - فريق رولان كوجياس إديلويس 2022 ‏ - Liv AlUla Jayco ‏ - فريق سنويب للسيدات 2022 ‏ - جامبو فيسما للسيدات 2022 ‏ - إس دي وركس 2022 ‏ - Lidl–Trek (women's team) ‏ - يو أي أيه تيم 2022 ‏ - فريق أونو إكس برو للدراجات للسيدات 2022 ‏ فرق دراجات قارية سيدات (10)- Ceratizit Pro Cycling ‏ - باركهوتل فالكنبورغ 2022 ‏ - فالكار ترافل سيرفس 2022 ‏ - إن إكس تي جي ريسينغ 2022 ‏ - اركيا للسيدات 2022 ‏ - Cofidis Women Team ‏ - لي كول واهو 2022 ‏ - بلانتور بورا 2022 ‏ - استاد روشليه شارينت ماريتايم 2022 ‏ - St. Michel–Preference Home–Auber93 (women's team) ‏ |  |
| |  |

## المراحل
| قائمة المراحل | قائمة المراحل | قائمة المراحل                                  | قائمة المراحل | قائمة المراحل | قائمة المراحل | قائمة المراحل       | قائمة المراحل     |
| المرحلة       | التاريخ       | الدورة                                         |               | المسافة (كم)  | الارتفاع      | الفائز بالمرحلة     | القائد العام      |
| ------------- | ------------- | ---------------------------------------------- | ------------- | ------------- | ------------- | ------------------- | ----------------- |
| المرحلة 1     | 24 يوليو      | باريس – باريس                                  | مرحلة مستوية  | 81٫6          | 310 م         | لورينا ويبيس        | لورينا ويبيس      |
| المرحلة 2     | 25 يوليو      | مو – بروفينس                                   | مرحلة مستوية  | 136٫4         | 813 م         | ماريان فوس          | ماريان فوس        |
| المرحلة 3     | 26 يوليو      | رانس – ابيرناي                                 | مرحلة جبلية   | 133٫6         | 1418 م        | سيسيلي أوتوب لودفيغ | ماريان فوس        |
| المرحلة 4     | 27 يوليو      | تروا – بار سور أوب                             | مرحلة جبلية   | 126٫8         | 1415 م        | مارلين رويسر        | ماريان فوس        |
| المرحلة 5     | 28 يوليو      | بار لو دوك – سينت ديه دي فوج                   | مرحلة مستوية  | 175٫6         | 1572 م        | لورينا ويبيس        | ماريان فوس        |
| المرحلة 6     | 29 يوليو      | سينت ديه دي فوج – روشيم                        | مرحلة جبلية   | 129٫2         | 1673 م        | ماريان فوس          | ماريان فوس        |
| المرحلة 7     | 30 يوليو      | سيليستات – Le Markstein ‏                       | مرحلة جبلية   | 127٫1         | 2881 م        | أنيميك فان فليوتن   | أنيميك فان فليوتن |
| المرحلة 8     | 31 يوليو      | لور (هوت ساون) – La Planche des Belles Filles ‏ | مرحلة جبلية   | 123٫3         | 2464 م        | أنيميك فان فليوتن   | أنيميك فان فليوتن |

### مرحلة 1
هي مرحلة مستوية، أقيمت في 24 يوليو 2022، وامتدّت لمسافة 81.6 كيلومتر. فاز بالمرحلة لورينا ويبيس، وكان متصدر الترتيب العام في نهاية المرحلة لورينا ويبيس، وكان المتصدر حسب ترتيب النقاط لورينا ويبيس، وكان المتصدر في ترتيب التسلق فيمكا ماركوس، وتصدر ترتيب النقاط للشباب Maike van der Duin ‏، وكان متصدر ترتيب الفرق كانيون–إس آر إيه إم ريسينغ 2022 ‏.
| التصنيف العام         | التصنيف العام       | التصنيف العام                                      | التصنيف العام | التصنيف العام |
| المتسابقة             | المتسابقة           | الفريق                                             | الوقت         |               |
| --------------------- | ------------------- | -------------------------------------------------- | ------------- | ------------- |
| 1                     | لورينا ويبيس        | فريق سنويب للسيدات ‏                                | 1 س 53 د 50 ث |               |
| 2                     | ماريان فوس          | جامبو فيسما للسيدات ‏                               | + 4 ث         |               |
| 3                     | لوت كوبيكي          | إس دي وركس ‏                                        | + 6 ث         |               |
| 4                     | Rachele Barbieri ‏   | ليف ريسينغ ‏                                        | + 10 ث        |               |
| 5                     | Emma Norsgaard      | موفيستار للسيدات ‏                                  | + 10 ث        |               |
| 6                     | Maike van der Duin ‏ | دروبز ‏                                             | + 10 ث        |               |
| 7                     | إليسا بالسامو       | Lidl–Trek (women's team) ‏                          | + 10 ث        |               |
| 8                     | Simone Boilard ‏     | St. Michel–Preference Home–Auber93 (women's team) ‏ | + 10 ث        |               |
| 9                     | تمارا بالابولينا ‏   | فريق كوجياس ميتلر لوك برو للدراجات ‏                | + 10 ث        |               |
| 10                    | Vittoria Guazzini ‏  | FDJ–Suez ‏                                          | + 10 ث        |               |
|                       |                     |                                                    |               |               |
| مصدر: ProCyclingStats |                     |                                                    |               |               |

### مرحلة 2
هي مرحلة مستوية، أقيمت في 25 يوليو 2022، وامتدّت لمسافة 136.4 كيلومتر. فاز بالمرحلة ماريان فوس، وكان متصدر الترتيب العام في نهاية المرحلة ماريان فوس، وكان المتصدر حسب ترتيب النقاط ماريان فوس، وكان المتصدر في ترتيب التسلق فيمكا ماركوس، وتصدر ترتيب النقاط للشباب Maike van der Duin ‏، وكان متصدر ترتيب الفرق كانيون–إس آر إيه إم ريسينغ 2022 ‏.
| التصنيف العام         | التصنيف العام        | التصنيف العام             | التصنيف العام | التصنيف العام |
| المتسابقة             | المتسابقة            | الفريق                    | الوقت         |               |
| --------------------- | -------------------- | ------------------------- | ------------- | ------------- |
| 1                     | ماريان فوس           | جامبو فيسما للسيدات ‏      | 5 س 07 د 46 ث |               |
| 2                     | Silvia Persico ‏      | فالكار سيلانس ‏            | + 10 ث        |               |
| 3                     | Katarzyna Niewiadoma | كانيون–إس آر إيه إم ‏      | + 12 ث        |               |
| 4                     | إليسا ونغو بورغيني   | Lidl–Trek (women's team) ‏ | + 18 ث        |               |
| 5                     | Maike van der Duin ‏  | دروبز ‏                    | + 28 ث        |               |
| 6                     | لورينا ويبيس         | فريق سنويب للسيدات ‏       | + 35 ث        |               |
| 7                     | لوت كوبيكي           | إس دي وركس ‏               | + 41 ث        |               |
| 8                     | Rachele Barbieri ‏    | ليف ريسينغ ‏               | + 45 ث        |               |
| 9                     | Julie De Wilde ‏      | بلانتور بورا سيلينج تيم ‏  | + 45 ث        |               |
| 10                    | ديمي فوليرينغ        | إس دي وركس ‏               | + 45 ث        |               |
|                       |                      |                           |               |               |
| مصدر: ProCyclingStats |                      |                           |               |               |

### مرحلة 3
هي مرحلة جبلية، أقيمت في 26 يوليو 2022، وامتدّت لمسافة 133.6 كيلومتر. فاز بالمرحلة سيسيلي أوتوب لودفيغ، وكان متصدر الترتيب العام في نهاية المرحلة ماريان فوس، وكان المتصدر حسب ترتيب النقاط ماريان فوس، وكان المتصدر في ترتيب التسلق Femke Gerritse ‏، وتصدر ترتيب النقاط للشباب Julie De Wilde ‏، وكان متصدر ترتيب الفرق كانيون–إس آر إيه إم ريسينغ 2022 ‏.
| التصنيف العام         | التصنيف العام            | التصنيف العام             | التصنيف العام | التصنيف العام |
| المتسابقة             | المتسابقة                | الفريق                    | الوقت         |               |
| --------------------- | ------------------------ | ------------------------- | ------------- | ------------- |
| 1                     | ماريان فوس               | جامبو فيسما للسيدات ‏      | 8 س 30 د 36 ث |               |
| 2                     | Silvia Persico ‏          | فالكار سيلانس ‏            | + 16 ث        |               |
| 3                     | Katarzyna Niewiadoma     | كانيون–إس آر إيه إم ‏      | + 16 ث        |               |
| 4                     | إليسا ونغو بورغيني       | Lidl–Trek (women's team) ‏ | + 21 ث        |               |
| 5                     | آشلي مولمان              | إس دي وركس ‏               | + 51 ث        |               |
| 6                     | مارغريتا فيكتوريا غارسيا | يو أي أيه تيم ‏            | + 55 ث        |               |
| 7                     | ديمي فوليرينغ            | إس دي وركس ‏               | + 57 ث        |               |
| 8                     | جولييت لابوس             | فريق سنويب للسيدات ‏       | + 1 د 05 ث    |               |
| 9                     | أنيميك فان فليوتن        | موفيستار للسيدات ‏         | + 1 د 14 ث    |               |
| 10                    | سيسيلي أوتوب لودفيغ      | FDJ–Suez ‏                 | + 1 د 48 ث    |               |
|                       |                          |                           |               |               |
| مصدر: ProCyclingStats |                          |                           |               |               |

### مرحلة 4
هي مرحلة جبلية، أقيمت في 27 يوليو 2022، وامتدّت لمسافة 126.8 كيلومتر. فاز بالمرحلة مارلين رويسر، وكان متصدر الترتيب العام في نهاية المرحلة ماريان فوس، وكان المتصدر حسب ترتيب النقاط ماريان فوس، وكان المتصدر في ترتيب التسلق Femke Gerritse ‏، وتصدر ترتيب النقاط للشباب Julie De Wilde ‏، وكان متصدر ترتيب الفرق إس دي وركس 2022 ‏.
| التصنيف العام         | التصنيف العام        | التصنيف العام             | التصنيف العام  | التصنيف العام |
| المتسابقة             | المتسابقة            | الفريق                    | الوقت          |               |
| --------------------- | -------------------- | ------------------------- | -------------- | ------------- |
| 1                     | ماريان فوس           | جامبو فيسما للسيدات ‏      | 11 س 48 د 46 ث |               |
| 2                     | Silvia Persico ‏      | فالكار سيلانس ‏            | + 16 ث         |               |
| 3                     | Katarzyna Niewiadoma | كانيون–إس آر إيه إم ‏      | + 16 ث         |               |
| 4                     | إليسا ونغو بورغيني   | Lidl–Trek (women's team) ‏ | + 21 ث         |               |
| 5                     | آشلي مولمان          | إس دي وركس ‏               | + 51 ث         |               |
| 6                     | ديمي فوليرينغ        | إس دي وركس ‏               | + 57 ث         |               |
| 7                     | جولييت لابوس         | فريق سنويب للسيدات ‏       | + 1 د 05 ث     |               |
| 8                     | أنيميك فان فليوتن    | موفيستار للسيدات ‏         | + 1 د 14 ث     |               |
| 9                     | سيسيلي أوتوب لودفيغ  | FDJ–Suez ‏                 | + 1 د 48 ث     |               |
| 10                    | Elise Chabbey ‏       | كانيون–إس آر إيه إم ‏      | + 2 د 20 ث     |               |
|                       |                      |                           |                |               |
| مصدر: ProCyclingStats |                      |                           |                |               |

### مرحلة 5
هي مرحلة مستوية، أقيمت في 28 يوليو 2022، وامتدّت لمسافة 175.6 كيلومتر. فاز بالمرحلة لورينا ويبيس، وكان متصدر الترتيب العام في نهاية المرحلة ماريان فوس، وكان المتصدر حسب ترتيب النقاط ماريان فوس، وكان المتصدر في ترتيب التسلق Femke Gerritse ‏، وتصدر ترتيب النقاط للشباب Julie De Wilde ‏، وكان متصدر ترتيب الفرق إس دي وركس 2022 ‏.
| التصنيف العام         | التصنيف العام        | التصنيف العام             | التصنيف العام  | التصنيف العام |
| المتسابقة             | المتسابقة            | الفريق                    | الوقت          |               |
| --------------------- | -------------------- | ------------------------- | -------------- | ------------- |
| 1                     | ماريان فوس           | جامبو فيسما للسيدات ‏      | 16 س 20 د 50 ث |               |
| 2                     | Silvia Persico ‏      | فالكار سيلانس ‏            | + 20 ث         |               |
| 3                     | Katarzyna Niewiadoma | كانيون–إس آر إيه إم ‏      | + 20 ث         |               |
| 4                     | إليسا ونغو بورغيني   | Lidl–Trek (women's team) ‏ | + 25 ث         |               |
| 5                     | آشلي مولمان          | إس دي وركس ‏               | + 55 ث         |               |
| 6                     | ديمي فوليرينغ        | إس دي وركس ‏               | + 1 د 01 ث     |               |
| 7                     | جولييت لابوس         | فريق سنويب للسيدات ‏       | + 1 د 09 ث     |               |
| 8                     | أنيميك فان فليوتن    | موفيستار للسيدات ‏         | + 1 د 18 ث     |               |
| 9                     | سيسيلي أوتوب لودفيغ  | FDJ–Suez ‏                 | + 1 د 52 ث     |               |
| 10                    | Elise Chabbey ‏       | كانيون–إس آر إيه إم ‏      | + 2 د 24 ث     |               |
|                       |                      |                           |                |               |
| مصدر: ProCyclingStats |                      |                           |                |               |

### مرحلة 6
هي مرحلة جبلية، أقيمت في 29 يوليو 2022، وامتدّت لمسافة 129.2 كيلومتر. فاز بالمرحلة ماريان فوس، وكان متصدر الترتيب العام في نهاية المرحلة ماريان فوس، وكان المتصدر حسب ترتيب النقاط ماريان فوس، وكان المتصدر في ترتيب التسلق Femke Gerritse ‏، وتصدر ترتيب النقاط للشباب Julia Borgström ‏، وكان متصدر ترتيب الفرق إس دي وركس 2022 ‏.
| التصنيف العام         | التصنيف العام        | التصنيف العام             | التصنيف العام  | التصنيف العام |
| المتسابقة             | المتسابقة            | الفريق                    | الوقت          |               |
| --------------------- | -------------------- | ------------------------- | -------------- | ------------- |
| 1                     | ماريان فوس           | جامبو فيسما للسيدات ‏      | 19 س 30 د 14 ث |               |
| 2                     | Katarzyna Niewiadoma | كانيون–إس آر إيه إم ‏      | + 30 ث         |               |
| 3                     | Silvia Persico ‏      | فالكار سيلانس ‏            | + 30 ث         |               |
| 4                     | إليسا ونغو بورغيني   | Lidl–Trek (women's team) ‏ | + 35 ث         |               |
| 5                     | آشلي مولمان          | إس دي وركس ‏               | + 1 د 05 ث     |               |
| 6                     | ديمي فوليرينغ        | إس دي وركس ‏               | + 1 د 11 ث     |               |
| 7                     | جولييت لابوس         | فريق سنويب للسيدات ‏       | + 1 د 19 ث     |               |
| 8                     | أنيميك فان فليوتن    | موفيستار للسيدات ‏         | + 1 د 28 ث     |               |
| 9                     | سيسيلي أوتوب لودفيغ  | FDJ–Suez ‏                 | + 2 د 02 ث     |               |
| 10                    | Elise Chabbey ‏       | كانيون–إس آر إيه إم ‏      | + 2 د 34 ث     |               |
|                       |                      |                           |                |               |
| مصدر: ProCyclingStats |                      |                           |                |               |

### مرحلة 7
هي مرحلة جبلية، أقيمت في 30 يوليو 2022، وامتدّت لمسافة 127.1 كيلومتر. فاز بالمرحلة أنيميك فان فليوتن، وكان متصدر الترتيب العام في نهاية المرحلة أنيميك فان فليوتن، وكان المتصدر حسب ترتيب النقاط ماريان فوس، وكان المتصدر في ترتيب التسلق ديمي فوليرينغ، وتصدر ترتيب النقاط للشباب شيرين فان أنروي، وكان متصدر ترتيب الفرق كانيون–إس آر إيه إم ريسينغ 2022 ‏.
| التصنيف العام         | التصنيف العام            | التصنيف العام             | التصنيف العام  | التصنيف العام |
| المتسابقة             | المتسابقة                | الفريق                    | الوقت          |               |
| --------------------- | ------------------------ | ------------------------- | -------------- | ------------- |
| 1                     | أنيميك فان فليوتن        | موفيستار للسيدات ‏         | 23 س 18 د 31 ث |               |
| 2                     | ديمي فوليرينغ            | إس دي وركس ‏               | + 3 د 14 ث     |               |
| 3                     | Katarzyna Niewiadoma     | كانيون–إس آر إيه إم ‏      | + 4 د 33 ث     |               |
| 4                     | جولييت لابوس             | فريق سنويب للسيدات ‏       | + 5 د 22 ث     |               |
| 5                     | سيسيلي أوتوب لودفيغ      | FDJ–Suez ‏                 | + 5 د 59 ث     |               |
| 6                     | Silvia Persico ‏          | فالكار سيلانس ‏            | + 6 د 11 ث     |               |
| 7                     | إليسا ونغو بورغيني       | Lidl–Trek (women's team) ‏ | + 6 د 15 ث     |               |
| 8                     | Évita Muzic ‏             | FDJ–Suez ‏                 | + 10 د 13 ث    |               |
| 9                     | مارغريتا فيكتوريا غارسيا | يو أي أيه تيم ‏            | + 12 د 06 ث    |               |
| 10                    | Elise Chabbey ‏           | كانيون–إس آر إيه إم ‏      | + 12 د 24 ث    |               |
|                       |                          |                           |                |               |
| مصدر: ProCyclingStats |                          |                           |                |               |

### مرحلة 8
هي مرحلة جبلية، أقيمت في 31 يوليو 2022، وامتدّت لمسافة 123.3 كيلومتر. فاز بالمرحلة أنيميك فان فليوتن، وكان متصدر الترتيب العام في نهاية المرحلة أنيميك فان فليوتن، وكان المتصدر حسب ترتيب النقاط ماريان فوس، وكان المتصدر في ترتيب التسلق ديمي فوليرينغ، وتصدر ترتيب النقاط للشباب شيرين فان أنروي، وكان متصدر ترتيب الفرق كانيون–إس آر إيه إم ريسينغ 2022 ‏.
| التصنيف العام         | التصنيف العام            | التصنيف العام             | التصنيف العام  | التصنيف العام |
| المتسابقة             | المتسابقة                | الفريق                    | الوقت          |               |
| --------------------- | ------------------------ | ------------------------- | -------------- | ------------- |
| 1                     | أنيميك فان فليوتن        | موفيستار للسيدات ‏         | 26 س 55 د 44 ث |               |
| 2                     | ديمي فوليرينغ            | إس دي وركس ‏               | + 3 د 48 ث     |               |
| 3                     | Katarzyna Niewiadoma     | كانيون–إس آر إيه إم ‏      | + 6 د 35 ث     |               |
| 4                     | جولييت لابوس             | فريق سنويب للسيدات ‏       | + 7 د 28 ث     |               |
| 5                     | Silvia Persico ‏          | فالكار سيلانس ‏            | + 8 د 00 ث     |               |
| 6                     | إليسا ونغو بورغيني       | Lidl–Trek (women's team) ‏ | + 8 د 26 ث     |               |
| 7                     | سيسيلي أوتوب لودفيغ      | FDJ–Suez ‏                 | + 8 د 59 ث     |               |
| 8                     | Évita Muzic ‏             | FDJ–Suez ‏                 | + 13 د 54 ث    |               |
| 9                     | Veronica Ewers ‏          | EF Education–Tibco–SVB ‏   | + 15 د 05 ث    |               |
| 10                    | مارغريتا فيكتوريا غارسيا | يو أي أيه تيم ‏            | + 15 د 15 ث    |               |
|                       |                          |                           |                |               |
| مصدر: ProCyclingStats |                          |                           |                |               |

## المشاركون
| Lidl–Trek (women's team) ‏ TFS | Lidl–Trek (women's team) ‏ TFS | Lidl–Trek (women's team) ‏ TFS |
| ----------------------------- | ----------------------------- | ----------------------------- |
| م                             | عداء                          | مرتبة                         |
| 1                             | إليسا بالسامو (طريق)          | 37                            |
| 2                             | إليسا ونغو بورغيني            | 6                             |
| 3                             | Audrey Cordon-Ragot (طريق)    | 78                            |
| 4                             | ليا توماس                     | 53                            |
| 5                             | شيرين فان أنروي               | 14                            |
| 6                             | Ellen van Dijk (طريق)         | 30                            |

| موفيستار للسيدات ‏ MOV | موفيستار للسيدات ‏ MOV | موفيستار للسيدات ‏ MOV |
| --------------------- | --------------------- | --------------------- |
| م                     | عداء                  | مرتبة                 |
| 11                    | أنيميك فان فليوتن     | 1                     |
| 12                    | أود بيانيك            | 94                    |
| 13                    | شيلا جوتيريز          | 96                    |
| 14                    | Emma Norsgaard        | لم يكمل السباق-5      |
| 15                    | Paula Patiño ‏         | 23                    |
| 16                    | أرلينيس سيرا          | 27                    |

| إس دي وركس ‏ SDW | إس دي وركس ‏ SDW             | إس دي وركس ‏ SDW  |
| --------------- | --------------------------- | ---------------- |
| م               | عداء                        | مرتبة            |
| 21              | ديمي فوليرينغ               | 2                |
| 22              | لوت كوبيكي                  | 38               |
| 23              | كريستين ماجروس (طريق)       | 72               |
| 24              | آشلي مولمان                 | لم يكمل السباق-8 |
| 25              | مارلين رويسر                | لم يكمل السباق-7 |
| 26              | Chantal van den Broek-Blaak | 49               |

| FDJ–Suez ‏ FSF | FDJ–Suez ‏ FSF              | FDJ–Suez ‏ FSF    |
| ------------- | -------------------------- | ---------------- |
| م             | عداء                       | مرتبة            |
| 31            | سيسيلي أوتوب لودفيغ (طريق) | 7                |
| 32            | غريس براون                 | 20               |
| 33            | مارتا كافالي               | لم يكمل السباق-2 |
| 34            | Vittoria Guazzini ‏         | 39               |
| 35            | Marie Le Net ‏              | 43               |
| 36            | Évita Muzic ‏               | 8                |

| جامبو فيسما للسيدات ‏ TJV | جامبو فيسما للسيدات ‏ TJV | جامبو فيسما للسيدات ‏ TJV |
| ------------------------ | ------------------------ | ------------------------ |
| م                        | عداء                     | مرتبة                    |
| 41                       | ماريان فوس               | 26                       |
| 42                       | آنا هندرسون              | لم يكمل السباق-8         |
| 43                       | ريجان ماركوس (طريق)      |                          |
| 44                       | رومي كاسبر               | 12                       |
| 45                       | Noemi Rüegg ‏             | 105                      |
| 46                       | Karlijn Swinkels ‏        | 33                       |

| فريق سنويب للسيدات ‏ DSM | فريق سنويب للسيدات ‏ DSM | فريق سنويب للسيدات ‏ DSM |
| ----------------------- | ----------------------- | ----------------------- |
| م                       | عداء                    | مرتبة                   |
| 51                      | جولييت لابوس            | 4                       |
| 52                      | فايفر جورجي             | 50                      |
| 53                      | فرانشيسكا كوش ‏          | OTL-7                   |
| 54                      | Charlotte Kool ‏         | لم يكمل السباق-4        |
| 55                      | ليان ليبرت (طريق)       | 16                      |
| 56                      | لورينا ويبيس            | لم يكمل السباق-7        |

| كانيون–إس آر إيه إم ‏ CSR | كانيون–إس آر إيه إم ‏ CSR | كانيون–إس آر إيه إم ‏ CSR |
| ------------------------ | ------------------------ | ------------------------ |
| م                        | عداء                     | مرتبة                    |
| 61                       | كاتارزينا نيفيادوما      | 3                        |
| 62                       | ألينا أمياليوسيك         | 19                       |
| 63                       | Elise Chabbey ‏           | 11                       |
| 64                       | تيفاني كرومويل           | 67                       |
| 65                       | ثريا بالادين             | 77                       |
| 66                       | Pauliena Rooijakkers ‏    | 22                       |

| يو أي أيه تيم ‏ UAD | يو أي أيه تيم ‏ UAD              | يو أي أيه تيم ‏ UAD |
| ------------------ | ------------------------------- | ------------------ |
| م                  | عداء                            | مرتبة              |
| 71                 | مارغريتا فيكتوريا غارسيا (طريق) | 10                 |
| 72                 | مارتا باستيانيلي                | 61                 |
| 73                 | Urša Pintar ‏                    | OTL-2              |
| 74                 | Maaike Boogaard ‏                | 54                 |
| 75                 | يوجينة بوجاك (طريق)             | 103                |
| 76                 | إيريكا ماجندي                   | 18                 |

| Liv AlUla Jayco ‏ BEX | Liv AlUla Jayco ‏ BEX | Liv AlUla Jayco ‏ BEX |
| -------------------- | -------------------- | -------------------- |
| م                    | عداء                 | مرتبة                |
| 81                   | أماندا سبرات         | لم يكمل السباق-3     |
| 82                   | كريستين فولكنر       | 40                   |
| 83                   | Alexandra Manly ‏     | 41                   |
| 84                   | Ruby Roseman-Gannon ‏ | 42                   |
| 85                   | أني سانستيبان        | 60                   |
| 86                   | Urška Žigart ‏        | 29                   |

| Ceratizit Pro Cycling ‏ WNT | Ceratizit Pro Cycling ‏ WNT | Ceratizit Pro Cycling ‏ WNT |
| -------------------------- | -------------------------- | -------------------------- |
| م                          | عداء                       | مرتبة                      |
| 91                         | ليزا برينور                | 58                         |
| 92                         | ساندرا ألونسو              | 44                         |
| 93                         | Laura Asencio ‏             | 57                         |
| 94                         | ماريا جوليا كونفالونيري    | 75                         |
| 95                         | Marta Lach ‏                | لم يكمل السباق-6           |
| 96                         | Kathrin Schweinberger ‏     | 99                         |

| فالكار سيلانس ‏ VAL | فالكار سيلانس ‏ VAL   | فالكار سيلانس ‏ VAL |
| ------------------ | -------------------- | ------------------ |
| م                  | عداء                 | مرتبة              |
| 101                | Olivia Baril ‏        | 104                |
| 102                | Alice Maria Arzuffi ‏ | 64                 |
| 103                | Eleonora Gasparrini ‏ | لم يكمل السباق-6   |
| 104                | Silvia Persico ‏      | 5                  |
| 105                | Ilaria Sanguineti ‏   | 90                 |
| 106                | Margaux Vigié ‏       | OTL-7              |

| Cofidis Women Team ‏ COF | Cofidis Women Team ‏ COF | Cofidis Women Team ‏ COF |
| ----------------------- | ----------------------- | ----------------------- |
| م                       | عداء                    | مرتبة                   |
| 111                     | Rachel Neylan ‏          | 28                      |
| 112                     | Martina Alzini ‏         | لم يكمل السباق-6        |
| 113                     | Victoire Berteau ‏       | 68                      |
| 114                     | Alana Castrique ‏        | لم يكمل السباق-1        |
| 115                     | فالنتاين فورتين         | 88                      |
| 116                     | Sandra Levenez ‏         | 89                      |

| ليف ريسينغ ‏ LIV | ليف ريسينغ ‏ LIV    | ليف ريسينغ ‏ LIV  |
| --------------- | ------------------ | ---------------- |
| م               | عداء               | مرتبة            |
| 121             | Jeanne Korevaar ‏   | 31               |
| 122             | Rachele Barbieri ‏  | لم يكمل السباق-7 |
| 123             | ثاليتا دي جونج     | 69               |
| 124             | Valerie Demey ‏     | 48               |
| 125             | Silke Smulders ‏    | 79               |
| 126             | Sabrina Stultiens ‏ | 86               |

| EF Education–Tibco–SVB ‏ TIB | EF Education–Tibco–SVB ‏ TIB | EF Education–Tibco–SVB ‏ TIB |
| --------------------------- | --------------------------- | --------------------------- |
| م                           | عداء                        | مرتبة                       |
| 131                         | Veronica Ewers ‏             | 9                           |
| 132                         | Letizia Borghesi ‏           | لم يكمل السباق-7            |
| 133                         | كريستابل دوبيل هيكوك        | 34                          |
| 134                         | Kathrin Hammes ‏             | 65                          |
| 135                         | Emily Newsom ‏               | OTL-7                       |
| 136                         | Magdeleine Vallieres ‏       | 66                          |

| بلانتور بورا سيلينج تيم ‏ PLP | بلانتور بورا سيلينج تيم ‏ PLP    | بلانتور بورا سيلينج تيم ‏ PLP |
| ---------------------------- | ------------------------------- | ---------------------------- |
| م                            | عداء                            | مرتبة                        |
| 141                          | Julie De Wilde ‏                 | 46                           |
| 142                          | ساني كانت                       | 62                           |
| 143                          | Kim de Baat ‏ (طريق)             | 109                          |
| 144                          | Yara Kastelijn ‏                 | 13                           |
| 145                          | Christina Schweinberger ‏ (طريق) | 80                           |
| 146                          | Laura Süßemilch ‏                | لم يكمل السباق-2             |

| دروبز ‏ DRP | دروبز ‏ DRP               | دروبز ‏ DRP       |
| ---------- | ------------------------ | ---------------- |
| م          | عداء                     | مرتبة            |
| 151        | إليزابيث هولدن           | 36               |
| 152        | Eva van Agt ‏             | 52               |
| 153        | Maike van der Duin ‏      | 84               |
| 154        | Marjolein van 't Geloof ‏ | لم يكمل السباق-6 |
| 155        | Jesse Vandenbulcke ‏      | 83               |
| 156        | غلاديس فيرهلست ‏          | لم يكمل السباق-7 |

| باركهوتل فالكنبورغ ‏ PHV | باركهوتل فالكنبورغ ‏ PHV | باركهوتل فالكنبورغ ‏ PHV |
| ----------------------- | ----------------------- | ----------------------- |
| م                       | عداء                    | مرتبة                   |
| 161                     | Femke Gerritse ‏         | 74                      |
| 162                     | Mischa Bredewold ‏       | 21                      |
| 163                     | Nicole Frain ‏ (طريق)    | لم يكمل السباق-7        |
| 164                     | فيمكا ماركوس            | 73                      |
| 165                     | Quinty Schoens ‏         | 56                      |
| 166                     | NED                     | لم يكمل السباق-7        |

| إن إكس تي جي ريسينغ ‏ AGI | إن إكس تي جي ريسينغ ‏ AGI | إن إكس تي جي ريسينغ ‏ AGI |
| ------------------------ | ------------------------ | ------------------------ |
| م                        | عداء                     | مرتبة                    |
| 171                      | Julia Borgström ‏         | 32                       |
| 172                      | Anya Louw ‏               | 107                      |
| 173                      | Gaia Masetti ‏            | لم يكمل السباق-2         |
| 174                      | Lone Meertens ‏           | 102                      |
| 175                      | Ilse Pluimers ‏           | 93                       |
| 176                      | Ally Wollaston ‏          | لم يكمل السباق-3         |

| اركيا للسيدات ‏ ARK | اركيا للسيدات ‏ ARK  | اركيا للسيدات ‏ ARK |
| ------------------ | ------------------- | ------------------ |
| م                  | عداء                | مرتبة              |
| 181                | Morgane Coston ‏     | 45                 |
| 182                | بولين ألين          | 95                 |
| 183                | Yuliia Biriukova ‏   | OTL-7              |
| 184                | Amandine Fouquenet ‏ | 76                 |
| 185                | Anaïs Morichon ‏     | OTL-7              |
| 186                | Greta Richioud ‏     | 55                 |

| فريق أونو إكس برو للدراجات للسيدات ‏ UXT | فريق أونو إكس برو للدراجات للسيدات ‏ UXT | فريق أونو إكس برو للدراجات للسيدات ‏ UXT |
| --------------------------------------- | --------------------------------------- | --------------------------------------- |
| م                                       | عداء                                    | مرتبة                                   |
| 191                                     | Joss Lowden ‏                            | 47                                      |
| 192                                     | هانا بارنز                              | 100                                     |
| 193                                     | Julie Norman Leth ‏                      | 81                                      |
| 194                                     | هانا لودفيغ                             | 106                                     |
| 195                                     | Mie Bjørndal Ottestad ‏                  | 17                                      |
| 196                                     | Anne Dorthe Ysland ‏                     | 91                                      |

| شارينت ماريتايم سيلينج للسيدات ‏ CMW | شارينت ماريتايم سيلينج للسيدات ‏ CMW | شارينت ماريتايم سيلينج للسيدات ‏ CMW |
| ----------------------------------- | ----------------------------------- | ----------------------------------- |
| م                                   | عداء                                | مرتبة                               |
| 201                                 | Séverine Eraud ‏                     | 51                                  |
| 202                                 | Noémie Abgrall ‏                     | OTL-3                               |
| 203                                 | India Grangier ‏                     | OTL-7                               |
| 204                                 | Natalie Grinczer ‏                   | لم يكمل السباق-3                    |
| 205                                 | Frances Janse van Rensburg ‏ (طريق)  | OTL-3                               |
| 206                                 | Maëva Squiban ‏                      | لم يكمل السباق-3                    |

| St. Michel–Preference Home–Auber93 (women's team) ‏ AUB | St. Michel–Preference Home–Auber93 (women's team) ‏ AUB | St. Michel–Preference Home–Auber93 (women's team) ‏ AUB |
| ------------------------------------------------------ | ------------------------------------------------------ | ------------------------------------------------------ |
| م                                                      | عداء                                                   | مرتبة                                                  |
| 211                                                    | Simone Boilard ‏                                        | 71                                                     |
| 212                                                    | Alison Avoine ‏                                         | 108                                                    |
| 213                                                    | Sandrine Bideau ‏                                       | 87                                                     |
| 214                                                    | Coralie Demay ‏                                         | 24                                                     |
| 215                                                    | Barbara Fonseca ‏                                       | 85                                                     |
| 216                                                    | Margot Pompanon ‏                                       | 82                                                     |

| فريق كوجياس ميتلر لوك برو للدراجات ‏ CGS | فريق كوجياس ميتلر لوك برو للدراجات ‏ CGS | فريق كوجياس ميتلر لوك برو للدراجات ‏ CGS |
| --------------------------------------- | --------------------------------------- | --------------------------------------- |
| م                                       | عداء                                    | مرتبة                                   |
| 221                                     | تمارا بالابولينا ‏ (طريق)                | 15                                      |
| 222                                     | كارولين باور (طريق)                     | 92                                      |
| 223                                     | Hannah Buch ‏                            | لم يكمل السباق-3                        |
| 224                                     | Rotem Gafinovitz ‏                       | 101                                     |
| 225                                     | Petra Stiasny ‏                          | OTL-1                                   |
| 226                                     | أولغا زابيلينسكايا                      | 97                                      |

| رالي سايكلنج ‏ HPW | رالي سايكلنج ‏ HPW          | رالي سايكلنج ‏ HPW |
| ----------------- | -------------------------- | ----------------- |
| م                 | عداء                       | مرتبة             |
| 231               | Henrietta Christie ‏        | 59                |
| 232               | Nina Buijsman ‏             | 25                |
| 233               | Antri Christoforou ‏ (طريق) | 70                |
| 234               | Barbara Malcotti ‏          | مستبعد-5          |
| 235               | Marit Raaijmakers ‏         | 63                |
| 236               | ليلي وليامز                | 98                |

| Lidl–Trek (women's team) ‏ TFS | Lidl–Trek (women's team) ‏ TFS | Lidl–Trek (women's team) ‏ TFS |
| ----------------------------- | ----------------------------- | ----------------------------- |
| م                             | عداء                          | مرتبة                         |
| 1                             | إليسا بالسامو (طريق)          | 37                            |
| 2                             | إليسا ونغو بورغيني            | 6                             |
| 3                             | Audrey Cordon-Ragot (طريق)    | 78                            |
| 4                             | ليا توماس                     | 53                            |
| 5                             | شيرين فان أنروي               | 14                            |
| 6                             | Ellen van Dijk (طريق)         | 30                            |

| موفيستار للسيدات ‏ MOV | موفيستار للسيدات ‏ MOV | موفيستار للسيدات ‏ MOV |
| --------------------- | --------------------- | --------------------- |
| م                     | عداء                  | مرتبة                 |
| 11                    | أنيميك فان فليوتن     | 1                     |
| 12                    | أود بيانيك            | 94                    |
| 13                    | شيلا جوتيريز          | 96                    |
| 14                    | Emma Norsgaard        | لم يكمل السباق-5      |
| 15                    | Paula Patiño ‏         | 23                    |
| 16                    | أرلينيس سيرا          | 27                    |

| إس دي وركس ‏ SDW | إس دي وركس ‏ SDW             | إس دي وركس ‏ SDW  |
| --------------- | --------------------------- | ---------------- |
| م               | عداء                        | مرتبة            |
| 21              | ديمي فوليرينغ               | 2                |
| 22              | لوت كوبيكي                  | 38               |
| 23              | كريستين ماجروس (طريق)       | 72               |
| 24              | آشلي مولمان                 | لم يكمل السباق-8 |
| 25              | مارلين رويسر                | لم يكمل السباق-7 |
| 26              | Chantal van den Broek-Blaak | 49               |

| FDJ–Suez ‏ FSF | FDJ–Suez ‏ FSF              | FDJ–Suez ‏ FSF    |
| ------------- | -------------------------- | ---------------- |
| م             | عداء                       | مرتبة            |
| 31            | سيسيلي أوتوب لودفيغ (طريق) | 7                |
| 32            | غريس براون                 | 20               |
| 33            | مارتا كافالي               | لم يكمل السباق-2 |
| 34            | Vittoria Guazzini ‏         | 39               |
| 35            | Marie Le Net ‏              | 43               |
| 36            | Évita Muzic ‏               | 8                |

| جامبو فيسما للسيدات ‏ TJV | جامبو فيسما للسيدات ‏ TJV | جامبو فيسما للسيدات ‏ TJV |
| ------------------------ | ------------------------ | ------------------------ |
| م                        | عداء                     | مرتبة                    |
| 41                       | ماريان فوس               | 26                       |
| 42                       | آنا هندرسون              | لم يكمل السباق-8         |
| 43                       | ريجان ماركوس (طريق)      |                          |
| 44                       | رومي كاسبر               | 12                       |
| 45                       | Noemi Rüegg ‏             | 105                      |
| 46                       | Karlijn Swinkels ‏        | 33                       |

| فريق سنويب للسيدات ‏ DSM | فريق سنويب للسيدات ‏ DSM | فريق سنويب للسيدات ‏ DSM |
| ----------------------- | ----------------------- | ----------------------- |
| م                       | عداء                    | مرتبة                   |
| 51                      | جولييت لابوس            | 4                       |
| 52                      | فايفر جورجي             | 50                      |
| 53                      | فرانشيسكا كوش ‏          | OTL-7                   |
| 54                      | Charlotte Kool ‏         | لم يكمل السباق-4        |
| 55                      | ليان ليبرت (طريق)       | 16                      |
| 56                      | لورينا ويبيس            | لم يكمل السباق-7        |

| كانيون–إس آر إيه إم ‏ CSR | كانيون–إس آر إيه إم ‏ CSR | كانيون–إس آر إيه إم ‏ CSR |
| ------------------------ | ------------------------ | ------------------------ |
| م                        | عداء                     | مرتبة                    |
| 61                       | كاتارزينا نيفيادوما      | 3                        |
| 62                       | ألينا أمياليوسيك         | 19                       |
| 63                       | Elise Chabbey ‏           | 11                       |
| 64                       | تيفاني كرومويل           | 67                       |
| 65                       | ثريا بالادين             | 77                       |
| 66                       | Pauliena Rooijakkers ‏    | 22                       |

| يو أي أيه تيم ‏ UAD | يو أي أيه تيم ‏ UAD              | يو أي أيه تيم ‏ UAD |
| ------------------ | ------------------------------- | ------------------ |
| م                  | عداء                            | مرتبة              |
| 71                 | مارغريتا فيكتوريا غارسيا (طريق) | 10                 |
| 72                 | مارتا باستيانيلي                | 61                 |
| 73                 | Urša Pintar ‏                    | OTL-2              |
| 74                 | Maaike Boogaard ‏                | 54                 |
| 75                 | يوجينة بوجاك (طريق)             | 103                |
| 76                 | إيريكا ماجندي                   | 18                 |

| Liv AlUla Jayco ‏ BEX | Liv AlUla Jayco ‏ BEX | Liv AlUla Jayco ‏ BEX |
| -------------------- | -------------------- | -------------------- |
| م                    | عداء                 | مرتبة                |
| 81                   | أماندا سبرات         | لم يكمل السباق-3     |
| 82                   | كريستين فولكنر       | 40                   |
| 83                   | Alexandra Manly ‏     | 41                   |
| 84                   | Ruby Roseman-Gannon ‏ | 42                   |
| 85                   | أني سانستيبان        | 60                   |
| 86                   | Urška Žigart ‏        | 29                   |

| Ceratizit Pro Cycling ‏ WNT | Ceratizit Pro Cycling ‏ WNT | Ceratizit Pro Cycling ‏ WNT |
| -------------------------- | -------------------------- | -------------------------- |
| م                          | عداء                       | مرتبة                      |
| 91                         | ليزا برينور                | 58                         |
| 92                         | ساندرا ألونسو              | 44                         |
| 93                         | Laura Asencio ‏             | 57                         |
| 94                         | ماريا جوليا كونفالونيري    | 75                         |
| 95                         | Marta Lach ‏                | لم يكمل السباق-6           |
| 96                         | Kathrin Schweinberger ‏     | 99                         |

| فالكار سيلانس ‏ VAL | فالكار سيلانس ‏ VAL   | فالكار سيلانس ‏ VAL |
| ------------------ | -------------------- | ------------------ |
| م                  | عداء                 | مرتبة              |
| 101                | Olivia Baril ‏        | 104                |
| 102                | Alice Maria Arzuffi ‏ | 64                 |
| 103                | Eleonora Gasparrini ‏ | لم يكمل السباق-6   |
| 104                | Silvia Persico ‏      | 5                  |
| 105                | Ilaria Sanguineti ‏   | 90                 |
| 106                | Margaux Vigié ‏       | OTL-7              |

| Cofidis Women Team ‏ COF | Cofidis Women Team ‏ COF | Cofidis Women Team ‏ COF |
| ----------------------- | ----------------------- | ----------------------- |
| م                       | عداء                    | مرتبة                   |
| 111                     | Rachel Neylan ‏          | 28                      |
| 112                     | Martina Alzini ‏         | لم يكمل السباق-6        |
| 113                     | Victoire Berteau ‏       | 68                      |
| 114                     | Alana Castrique ‏        | لم يكمل السباق-1        |
| 115                     | فالنتاين فورتين         | 88                      |
| 116                     | Sandra Levenez ‏         | 89                      |

| ليف ريسينغ ‏ LIV | ليف ريسينغ ‏ LIV    | ليف ريسينغ ‏ LIV  |
| --------------- | ------------------ | ---------------- |
| م               | عداء               | مرتبة            |
| 121             | Jeanne Korevaar ‏   | 31               |
| 122             | Rachele Barbieri ‏  | لم يكمل السباق-7 |
| 123             | ثاليتا دي جونج     | 69               |
| 124             | Valerie Demey ‏     | 48               |
| 125             | Silke Smulders ‏    | 79               |
| 126             | Sabrina Stultiens ‏ | 86               |

| EF Education–Tibco–SVB ‏ TIB | EF Education–Tibco–SVB ‏ TIB | EF Education–Tibco–SVB ‏ TIB |
| --------------------------- | --------------------------- | --------------------------- |
| م                           | عداء                        | مرتبة                       |
| 131                         | Veronica Ewers ‏             | 9                           |
| 132                         | Letizia Borghesi ‏           | لم يكمل السباق-7            |
| 133                         | كريستابل دوبيل هيكوك        | 34                          |
| 134                         | Kathrin Hammes ‏             | 65                          |
| 135                         | Emily Newsom ‏               | OTL-7                       |
| 136                         | Magdeleine Vallieres ‏       | 66                          |

| بلانتور بورا سيلينج تيم ‏ PLP | بلانتور بورا سيلينج تيم ‏ PLP    | بلانتور بورا سيلينج تيم ‏ PLP |
| ---------------------------- | ------------------------------- | ---------------------------- |
| م                            | عداء                            | مرتبة                        |
| 141                          | Julie De Wilde ‏                 | 46                           |
| 142                          | ساني كانت                       | 62                           |
| 143                          | Kim de Baat ‏ (طريق)             | 109                          |
| 144                          | Yara Kastelijn ‏                 | 13                           |
| 145                          | Christina Schweinberger ‏ (طريق) | 80                           |
| 146                          | Laura Süßemilch ‏                | لم يكمل السباق-2             |

| دروبز ‏ DRP | دروبز ‏ DRP               | دروبز ‏ DRP       |
| ---------- | ------------------------ | ---------------- |
| م          | عداء                     | مرتبة            |
| 151        | إليزابيث هولدن           | 36               |
| 152        | Eva van Agt ‏             | 52               |
| 153        | Maike van der Duin ‏      | 84               |
| 154        | Marjolein van 't Geloof ‏ | لم يكمل السباق-6 |
| 155        | Jesse Vandenbulcke ‏      | 83               |
| 156        | غلاديس فيرهلست ‏          | لم يكمل السباق-7 |

| باركهوتل فالكنبورغ ‏ PHV | باركهوتل فالكنبورغ ‏ PHV | باركهوتل فالكنبورغ ‏ PHV |
| ----------------------- | ----------------------- | ----------------------- |
| م                       | عداء                    | مرتبة                   |
| 161                     | Femke Gerritse ‏         | 74                      |
| 162                     | Mischa Bredewold ‏       | 21                      |
| 163                     | Nicole Frain ‏ (طريق)    | لم يكمل السباق-7        |
| 164                     | فيمكا ماركوس            | 73                      |
| 165                     | Quinty Schoens ‏         | 56                      |
| 166                     | NED                     | لم يكمل السباق-7        |

| إن إكس تي جي ريسينغ ‏ AGI | إن إكس تي جي ريسينغ ‏ AGI | إن إكس تي جي ريسينغ ‏ AGI |
| ------------------------ | ------------------------ | ------------------------ |
| م                        | عداء                     | مرتبة                    |
| 171                      | Julia Borgström ‏         | 32                       |
| 172                      | Anya Louw ‏               | 107                      |
| 173                      | Gaia Masetti ‏            | لم يكمل السباق-2         |
| 174                      | Lone Meertens ‏           | 102                      |
| 175                      | Ilse Pluimers ‏           | 93                       |
| 176                      | Ally Wollaston ‏          | لم يكمل السباق-3         |

| اركيا للسيدات ‏ ARK | اركيا للسيدات ‏ ARK  | اركيا للسيدات ‏ ARK |
| ------------------ | ------------------- | ------------------ |
| م                  | عداء                | مرتبة              |
| 181                | Morgane Coston ‏     | 45                 |
| 182                | بولين ألين          | 95                 |
| 183                | Yuliia Biriukova ‏   | OTL-7              |
| 184                | Amandine Fouquenet ‏ | 76                 |
| 185                | Anaïs Morichon ‏     | OTL-7              |
| 186                | Greta Richioud ‏     | 55                 |

| فريق أونو إكس برو للدراجات للسيدات ‏ UXT | فريق أونو إكس برو للدراجات للسيدات ‏ UXT | فريق أونو إكس برو للدراجات للسيدات ‏ UXT |
| --------------------------------------- | --------------------------------------- | --------------------------------------- |
| م                                       | عداء                                    | مرتبة                                   |
| 191                                     | Joss Lowden ‏                            | 47                                      |
| 192                                     | هانا بارنز                              | 100                                     |
| 193                                     | Julie Norman Leth ‏                      | 81                                      |
| 194                                     | هانا لودفيغ                             | 106                                     |
| 195                                     | Mie Bjørndal Ottestad ‏                  | 17                                      |
| 196                                     | Anne Dorthe Ysland ‏                     | 91                                      |

| شارينت ماريتايم سيلينج للسيدات ‏ CMW | شارينت ماريتايم سيلينج للسيدات ‏ CMW | شارينت ماريتايم سيلينج للسيدات ‏ CMW |
| ----------------------------------- | ----------------------------------- | ----------------------------------- |
| م                                   | عداء                                | مرتبة                               |
| 201                                 | Séverine Eraud ‏                     | 51                                  |
| 202                                 | Noémie Abgrall ‏                     | OTL-3                               |
| 203                                 | India Grangier ‏                     | OTL-7                               |
| 204                                 | Natalie Grinczer ‏                   | لم يكمل السباق-3                    |
| 205                                 | Frances Janse van Rensburg ‏ (طريق)  | OTL-3                               |
| 206                                 | Maëva Squiban ‏                      | لم يكمل السباق-3                    |

| St. Michel–Preference Home–Auber93 (women's team) ‏ AUB | St. Michel–Preference Home–Auber93 (women's team) ‏ AUB | St. Michel–Preference Home–Auber93 (women's team) ‏ AUB |
| ------------------------------------------------------ | ------------------------------------------------------ | ------------------------------------------------------ |
| م                                                      | عداء                                                   | مرتبة                                                  |
| 211                                                    | Simone Boilard ‏                                        | 71                                                     |
| 212                                                    | Alison Avoine ‏                                         | 108                                                    |
| 213                                                    | Sandrine Bideau ‏                                       | 87                                                     |
| 214                                                    | Coralie Demay ‏                                         | 24                                                     |
| 215                                                    | Barbara Fonseca ‏                                       | 85                                                     |
| 216                                                    | Margot Pompanon ‏                                       | 82                                                     |

| فريق كوجياس ميتلر لوك برو للدراجات ‏ CGS | فريق كوجياس ميتلر لوك برو للدراجات ‏ CGS | فريق كوجياس ميتلر لوك برو للدراجات ‏ CGS |
| --------------------------------------- | --------------------------------------- | --------------------------------------- |
| م                                       | عداء                                    | مرتبة                                   |
| 221                                     | تمارا بالابولينا ‏ (طريق)                | 15                                      |
| 222                                     | كارولين باور (طريق)                     | 92                                      |
| 223                                     | Hannah Buch ‏                            | لم يكمل السباق-3                        |
| 224                                     | Rotem Gafinovitz ‏                       | 101                                     |
| 225                                     | Petra Stiasny ‏                          | OTL-1                                   |
| 226                                     | أولغا زابيلينسكايا                      | 97                                      |

| رالي سايكلنج ‏ HPW | رالي سايكلنج ‏ HPW          | رالي سايكلنج ‏ HPW |
| ----------------- | -------------------------- | ----------------- |
| م                 | عداء                       | مرتبة             |
| 231               | Henrietta Christie ‏        | 59                |
| 232               | Nina Buijsman ‏             | 25                |
| 233               | Antri Christoforou ‏ (طريق) | 70                |
| 234               | Barbara Malcotti ‏          | مستبعد-5          |
| 235               | Marit Raaijmakers ‏         | 63                |
| 236               | ليلي وليامز                | 98                |

## التصنيف العام النهائي
| التصنيف العام         | التصنيف العام            | التصنيف العام                                      | التصنيف العام  | التصنيف العام |
| المتسابقة             | المتسابقة                | الفريق                                             | الوقت          |               |
| --------------------- | ------------------------ | -------------------------------------------------- | -------------- | ------------- |
| 1                     | أنيميك فان فليوتن        | موفيستار للسيدات ‏                                  | 26 س 55 د 44 ث |               |
| 2                     | ديمي فوليرينغ            | إس دي وركس ‏                                        | + 3 د 48 ث     |               |
| 3                     | Katarzyna Niewiadoma     | كانيون–إس آر إيه إم ‏                               | + 6 د 35 ث     |               |
| 4                     | جولييت لابوس             | فريق سنويب للسيدات ‏                                | + 7 د 28 ث     |               |
| 5                     | Silvia Persico ‏          | فالكار سيلانس ‏                                     | + 8 د 00 ث     |               |
| 6                     | إليسا ونغو بورغيني       | Lidl–Trek (women's team) ‏                          | + 8 د 26 ث     |               |
| 7                     | سيسيلي أوتوب لودفيغ      | FDJ–Suez ‏                                          | + 8 د 59 ث     |               |
| 8                     | Évita Muzic ‏             | FDJ–Suez ‏                                          | + 13 د 54 ث    |               |
| 9                     | Veronica Ewers ‏          | EF Education–Tibco–SVB ‏                            | + 15 د 05 ث    |               |
| 10                    | مارغريتا فيكتوريا غارسيا | يو أي أيه تيم ‏                                     | + 15 د 15 ث    |               |
| 11                    | Elise Chabbey ‏           | كانيون–إس آر إيه إم ‏                               | + 16 د 44 ث    |               |
| 12                    | ريجان ماركوس             | جامبو فيسما للسيدات ‏                               | + 18 د 27 ث    |               |
| 13                    | Yara Kastelijn ‏          | بلانتور بورا سيلينج تيم ‏                           | + 19 د 53 ث    |               |
| 14                    | شيرين فان أنروي          | Lidl–Trek (women's team) ‏                          | + 25 د 50 ث    |               |
| 15                    | تمارا بالابولينا ‏        | فريق كوجياس ميتلر لوك برو للدراجات ‏                | + 28 د 51 ث    |               |
| 16                    | ليان ليبرت               | فريق سنويب للسيدات ‏                                | + 29 د 49 ث    |               |
| 17                    | Mie Bjørndal Ottestad ‏   | فريق أونو إكس برو للدراجات للسيدات ‏                | + 29 د 50 ث    |               |
| 18                    | إيريكا ماجندي            | يو أي أيه تيم ‏                                     | + 30 د 15 ث    |               |
| 19                    | ألينا أمياليوسيك         | كانيون–إس آر إيه إم ‏                               | + 30 د 51 ث    |               |
| 20                    | غريس براون               | FDJ–Suez ‏                                          | + 31 د 01 ث    |               |
| 21                    | Mischa Bredewold ‏        | باركهوتل فالكنبورغ ‏                                | + 31 د 31 ث    |               |
| 22                    | Pauliena Rooijakkers ‏    | كانيون–إس آر إيه إم ‏                               | + 35 د 08 ث    |               |
| 23                    | Paula Patiño ‏            | موفيستار للسيدات ‏                                  | + 35 د 19 ث    |               |
| 24                    | Coralie Demay ‏           | St. Michel–Preference Home–Auber93 (women's team) ‏ | + 35 د 31 ث    |               |
| 25                    | Nina Buijsman ‏           | رالي سايكلنج ‏                                      | + 36 د 00 ث    |               |
|                       |                          |                                                    |                |               |
| مصدر: ProCyclingStats |                          |                                                    |                |               |

### تصنيف النقاط
| تصنيف النقاط          | تصنيف النقاط            | تصنيف النقاط              | تصنيف النقاط | تصنيف النقاط |
| المتسابقة             | المتسابقة               | الفريق                    | النقاط       |              |
| --------------------- | ----------------------- | ------------------------- | ------------ | ------------ |
| 1                     | ماريان فوس              | جامبو فيسما للسيدات ‏      | 272 نقطة     |              |
| 2                     | لوت كوبيكي              | إس دي وركس ‏               | 174 نقطة     |              |
| 3                     | ماريا جوليا كونفالونيري | Ceratizit Pro Cycling ‏    | 127 نقطة     |              |
| 4                     | Silvia Persico ‏         | فالكار سيلانس ‏            | 106 نقطة     |              |
| 5                     | ديمي فوليرينغ           | إس دي وركس ‏               | 104 نقطة     |              |
| 6                     | إليسا ونغو بورغيني      | Lidl–Trek (women's team) ‏ | 104 نقطة     |              |
| 7                     | Katarzyna Niewiadoma    | كانيون–إس آر إيه إم ‏      | 97 نقطة      |              |
| 8                     | إليسا بالسامو           | Lidl–Trek (women's team) ‏ | 85 نقطة      |              |
| 9                     | سيسيلي أوتوب لودفيغ     | FDJ–Suez ‏                 | 77 نقطة      |              |
| 10                    | Maike van der Duin ‏     | دروبز ‏                    | 76 نقطة      |              |
|                       |                         |                           |              |              |
| مصدر: ProCyclingStats |                         |                           |              |              |

### تصنيف الجبال
| تصنيف الجبال          | تصنيف الجبال             | تصنيف الجبال              | تصنيف الجبال | تصنيف الجبال |
| المتسابقة             | المتسابقة                | الفريق                    | النقاط       |              |
| --------------------- | ------------------------ | ------------------------- | ------------ | ------------ |
| 1                     | ديمي فوليرينغ            | إس دي وركس ‏               | 42 نقطة      |              |
| 2                     | أنيميك فان فليوتن        | موفيستار للسيدات ‏         | 38 نقطة      |              |
| 3                     | Katarzyna Niewiadoma     | كانيون–إس آر إيه إم ‏      | 15 نقطة      |              |
| 4                     | إليسا ونغو بورغيني       | Lidl–Trek (women's team) ‏ | 14 نقطة      |              |
| 5                     | مارغريتا فيكتوريا غارسيا | يو أي أيه تيم ‏            | 11 نقطة      |              |
| 6                     | Pauliena Rooijakkers ‏    | كانيون–إس آر إيه إم ‏      | 11 نقطة      |              |
| 7                     | غريس براون               | FDJ–Suez ‏                 | 10 نقطة      |              |
| 8                     | Femke Gerritse ‏          | باركهوتل فالكنبورغ ‏       | 9 نقطة       |              |
| 9                     | Silvia Persico ‏          | فالكار سيلانس ‏            | 8 نقطة       |              |
| 10                    | جولييت لابوس             | فريق سنويب للسيدات ‏       | 6 نقطة       |              |
|                       |                          |                           |              |              |
| مصدر: ProCyclingStats |                          |                           |              |              |

## تصنيف الفرق

### الفرق حسب الوقت
| تصنيف الفرق حسب الوقت | تصنيف الفرق حسب الوقت     | تصنيف الفرق حسب الوقت | تصنيف الفرق حسب الوقت |
| الفريق                | الفريق                    | الوقت                 |                       |
| --------------------- | ------------------------- | --------------------- | --------------------- |
| 1                     | كانيون–إس آر إيه إم ‏      | 81 س 27 د 09 ث        |                       |
| 2                     | FDJ–Suez ‏                 | + 14 د 19 ث           |                       |
| 3                     | Lidl–Trek (women's team) ‏ | + 24 د 34 ث           |                       |
| 4                     | إس دي وركس ‏               | + 32 د 09 ث           |                       |
| 5                     | موفيستار للسيدات 2022 ‏    | + 33 د 24 ث           |                       |
| 6                     | Liv AlUla Jayco ‏          | + 52 د 32 ث           |                       |
| 7                     | فريق سنويب للسيدات 2021 ‏  | + 54 د 59 ث           |                       |
| 8                     | جامبو فيسما للسيدات 2022 ‏ | + 58 د 00 ث           |                       |
| 9                     | يو أي أيه تيم 2022 ‏       | + 1 س 00 د 59 ث       |                       |
| 10                    | EF Education–Tibco–SVB ‏   | + 1 س 15 د 37 ث       |                       |
|                       |                           |                       |                       |
| مصدر: ProCyclingStats |                           |                       |                       |

## تصانيف فرعية

### تصنيف أفضل شاب
| تصنيف أفضل شابة       | تصنيف أفضل شابة       | تصنيف أفضل شابة           | تصنيف أفضل شابة | تصنيف أفضل شابة |
| المتسابقة             | المتسابقة             | الفريق                    | الوقت           |                 |
| --------------------- | --------------------- | ------------------------- | --------------- | --------------- |
| 1                     | شيرين فان أنروي       | Lidl–Trek (women's team) ‏ | 27 س 21 د 34 ث  |                 |
| 2                     | Mischa Bredewold ‏     | باركهوتل فالكنبورغ ‏       | + 5 د 41 ث      |                 |
| 3                     | Julia Borgström ‏      | إن إكس تي جي ريسينغ ‏      | + 16 د 43 ث     |                 |
| 4                     | Vittoria Guazzini ‏    | FDJ–Suez ‏                 | + 23 د 48 ث     |                 |
| 5                     | Marie Le Net ‏         | FDJ–Suez ‏                 | + 27 د 35 ث     |                 |
| 6                     | Julie De Wilde ‏       | بلانتور بورا سيلينج تيم ‏  | + 28 د 14 ث     |                 |
| 7                     | فايفر جورجي           | فريق سنويب للسيدات ‏       | + 31 د 54 ث     |                 |
| 8                     | Henrietta Christie ‏   | رالي سايكلنج ‏             | + 35 د 14 ث     |                 |
| 9                     | Magdeleine Vallieres ‏ | EF Education–Tibco–SVB ‏   | + 38 د 29 ث     |                 |
| 10                    | Victoire Berteau ‏     | Cofidis Women Team ‏       | + 38 د 54 ث     |                 |
|                       |                       |                           |                 |                 |
| مصدر: ProCyclingStats |                       |                           |                 |                 |

## وصلات خارجية
- الموقع الرسمي
- لمحة عن سباق طواف فرنسا للسيدات 2022 على موقع  ProCyclingStats   (برو  سايكلنج  ستاتس) - إحصاءات  محترفي  الدراجات.
- طواف فرنسا للسيدات 2022 على موقع إحصائيات الدراجات الإحترافية (الإنجليزية)